# Despedida (novela)
Despedida (título original en inglés: Hourglass) es la tercera parte de una serie de cinco libros escritos por la autora estadounidense Claudia Gray. El libro se publicó el 9 de marzo de 2010 en Estados Unidos y el 21 de mayo del mismo año en España.
La saga está formada por los libros: Medianoche (novela), Adicción (novela), Despedida, Renacer (novela) y Balthazar.

## Sinopsis
Bianca ya forma parte de la Cruz Negra, la organización mundial de cazadores de vampiros, bajo la tutela de Kate y Eduardo se entrena con disciplina militar. Ninguno de sus compañeros conoce su verdadero origen y, en algunas ocasiones, esconder sus poderes sobrenaturales no le resulta nada fácil. Por suerte, Bianca cuenta con el apoyo incondicional de Lucas, aunque lo cierto es que le gustaría pasar mucho más tiempo con él. Las cosas se complican cuando Bianca descubre que la Cruz Negra ha capturado a Balthazar y se disponen a torturarlo para obtener información acerca de la señora Bethany. Muy afectada por la noticia, Bianca siente que no puede mantenerse al margen, pero sabe que ayudar a su amigo supondría infringir todas las normas de la Cruz Negra...